# Erich Schiller
Erich Schiller (* 23. Oktober 1943 in Ahorngrund) ist ein ehemaliger deutscher Fußballspieler und Trainer. Von 1963 bis 1970 hat der Mittelfeldspieler in der damals zweitklassigen Fußball-Regionalliga West für die Vereine Hamborn 07 und VfL Bochum insgesamt 164 Ligaspiele absolviert und dabei 23 Tore erzielt.

## Karriere
Der vom VfB Rheingold Emmerich gekommene Amateurfußballer Erich Schiller begann seine Karriere 1963 bei Hamborn 07 in der Regionalliga West. Er debütierte am 11. August 1963 bei der 0:2-Heimniederlage gegen den späteren Vizemeister Wuppertaler SV in der Regionalliga. Unter Trainer Karl-Heinz Marotzke und an der Seite von Mitspielern wie den Torhütern Franz-Josef Sarna und Werner Scholz sowie den Feldspielern Karl-Heinz Wirth, Heinz Pliska, Klaus Kunkel und Rainer Plich absolvierte der 20-Jährige auf Anhieb 26 Ligaspiele und erzielte für die „Löwen“ vier Tore. Zwei Runden stand der Kampf um den Klassenerhalt im Vordergrund, ehe ab der Saison 1965/66 mit dem Erreichen des achten Ranges die sportliche Verbesserung glückte. Im vierten Jahr von Schiller, 1966/67, erspielte sich Hamborn unter Trainer Hermann Lindemann den fünften Rang. Mit Mitspielern wie Werner Scholz, Ferdinand Heidkamp, Hans-Werner Hartl, Horst Heese, Heinz Versteeg und dem zwölffachen Torschützen Franz Wolny waren die 27:7 Heimpunkte der Garant des Erfolges. Erich Schiller hatte in 31 Ligaspielen vier Tore erzielt. Nach 115 Spielen mit 16 Toren wechselte er zur Runde 1967/68 zum VfL Bochum.
Bei der Mannschaft von der Castroper Straße bildete er zusammen mit Gustav Eversberg und Hans-Jürgen Jansen ein spiel- und laufstarkes Mittelfeld. Er debütierte unter Trainer Hermann Eppenhoff am 13. August 1967 beim 3:0-Heimerfolg gegen Westfalia Herne im Team der Blau-Weißen. Am Rundenende belegte der VfL den fünften Rang und Schiller hatte in 31 Ligaspielen vier Tore erzielt. Sein größter sportlicher Erfolg wurde aber der Einzug in das DFB-Pokal-Finale im Jahr 1968. In allen fünf Spielen der Pokalrunde gegen den Karlsruher SC (3:2), VfB Stuttgart (2:1), Borussia Mönchengladbach (2:0), FC Bayern München (2:1) und im Finale gegen den 1. FC Köln (1:4) war Schiller im Bochumer Mittelfeld im Dauereinsatz. Bereits in seiner zweiten Saison in Bochum, 1968/69, wurde er aber durch eine Verletzung massiv beeinträchtigt.
Im November 1968 wurde Schiller im Meisterschaftsspiel gegen den TSV Marl-Hüls schwer verletzt, anschließend konnte er nicht mehr an seine vorherigen Leistungen anknüpfen. Er konnte lediglich 13 Spiele absolvieren und durch den weiteren verletzungsbedingten Ausfall von Gustav Eversberg, konnte der VfL nicht einen der zwei ersten Plätze zum Einzug in die Bundesligaaufstiegsrunde belegen. In den zwei Jahren des Titelgewinns, 1970 und 1971, versuchte Schiller zwar die Rückkehr in den Wettkampfbetrieb, aber mehr wie vier Einsätze 1969/70 und sechs in der Saison 1970/71, waren ihm durch die Verletzungsfolgen nicht mehr möglich. Sein letzter Versuch stellte die Einwechslung in der 46. Minute am 8. November 1970 beim Heimspiel gegen Viktoria Köln dar; bereits in der 67. Minute musste er durch Nachwuchsspieler Hans-Jürgen Köper ersetzt werden und seine Spielerlaufbahn beim VfL Bochum war damit beendet.
Zur Runde 1971/72 beendete Schiller seine höherklassige Laufbahn und wechselte zum TuS Witten-Stockum in die Landesliga Westfalen.
Als Trainer der B-Junioren des VfL Bochum gewann Schiller am 14. Juli 1985, mit Spielern wie Olaf Dreßel und Thorsten Legat, die Deutsche B-Juniorenmeisterschaft.